# Mohammed Lartey
Philipp Mohammed Kotoku Lartey ([laːɐ̯ˈtaɪ̯]; * 4. Dezember 1986 in Düsseldorf) ist ein ehemaliger deutsch-ghanaischer Fußballspieler, der als beidfüßiger Offensivspieler insbesondere im Mittelfeld, teils aber auch in der Abwehr eingesetzt wurde. Für Rot Weiss Ahlen und Hansa Rostock bestritt Lartey insgesamt 34 Partien in der 2. Bundesliga.

## Karriere

### Jugend in Düsseldorf und Leverkusen
Lartey, der als Sohn seines aus Ghana stammenden Vaters und seiner deutschen Mutter in Düsseldorf geboren wurde, begann seine fußballerische Laufbahn bereits im Alter von drei Jahren, als er von seinem Bruder Ismael beim Garather SV aus Düsseldorf-Garath angemeldet wurde. Über die Zwischenstation VfL Leverkusen gelangte Lartey dann 2001 im Alter von 14 Jahren in die Jugendabteilungen Bayer 04 Leverkusens, in denen er nachfolgend die B- und die A-Jugend durchlief. Dabei spielte die A-Jugend Leverkusens ab 2003 unter Trainer Thomas Hörster in der neu gegründeten A-Junioren-Bundesliga, so dass Lartey in der Premierenspielzeit 2003/04 zu 20 und in der Folgesaison 2004/05 zu weiteren 22 Einsätzen in dieser Spielklasse kam. Insgesamt erzielte Lartey in diesen beiden Spielzeiten zwölf Tore für Bayer, doch konnte sich die Mannschaft zunächst als fünfter, dann als dritter der Abschlusstabelle ihrer Staffel nicht für die Endrunde um die deutsche Meisterschaft der A-Junioren qualifizieren.

### Lartey bei Bayer Leverkusen
Noch als A-Jugendlicher hatte Lartey ab September 2004 auch schon am Spielbetrieb der Leverkusener Zweitvertretung im Herrenbereich teilgenommen, so dass er im Verlauf der Saison 2004/05 zu insgesamt fünf Einsätzen in der viertklassigen Oberliga Nordrhein gekommen war und so zum schließlich erreichten Aufstieg der Mannschaft in die drittklassige Regionalliga beigetragen hatte. Ab Sommer 2005 rückte Lartey dann auch altersgemäß in den Herrenbereich Leverkusens auf. In der Saison 2005/06 trug Lartey daraufhin mit acht Toren in 27 Einsätzen zum Klassenerhalt der von Ulf Kirsten trainierten Mannschaft als Tabellenelftem bei, 2006/07 spielte die Bayer-Reserve jedoch weniger erfolgreich und stieg schließlich als Vorletzter der Abschlusstabelle in die Oberliga Nordrhein ab. Dabei war auch Lartey hinter den in ihn gesetzten Erwartungen zurückgeblieben und hatte lediglich ein Tor binnen 25 Einsätzen erzielt. In der Oberliga steigerte Lartey aber 2007/08 seine Leistung und trug mit zwölf Toren in 30 Einsätzen zum direkten Wiederaufstieg Leverkusens in die Regionalliga bei, die infolge einer Spielklassenreform ab Sommer 2008 allerdings nur noch die vierthöchste Spielklasse darstellte.

### Wechsel nach Kiel und Rückkehr nach Nordrhein-Westfalen
Im August 2008 wechselte Lartey in den Norden Deutschlands, wo er sich mit einer Vertragslaufzeit von zunächst einem Jahr dem von Peter Vollmann trainierten Kieler SV Holstein anschloss, welcher 2008/09 ebenso wie Leverkusens Reservemannschaft in der Regionalliga spielte. In seinen 31 Einsätzen trug Lartey daraufhin dazu bei, dass die Mannschaft die Meisterschaft ihrer Staffel gewinnen und so in die ein Jahr zuvor gegründete 3. Liga aufsteigen konnte. Um dieses Ziel zu erreichen, hatte die Vereinsführung im Winter auch den Trainer ausgetauscht und Falko Götz als neuen Übungsleiter eingesetzt, unter dem Lartey allerdings vermehrt Defensivaufgaben übernehmen musste, so dass er seine fünf Saisontore allesamt während der Hinrunde erzielt hatte. Im Frühjahr 2009 war er aufgrund dieser Leistungen zudem als „Fußballer des Jahres 2008 in Schleswig-Holstein“ ausgezeichnet worden.
Anstatt mit Holstein in die 3. Liga aufzusteigen, wechselte Lartey im Sommer 2009 noch eine Liga höher zum Zweitligisten Rot Weiss Ahlen, bei dem er erneut für zunächst ein Jahr unterschrieb. Unter Trainer Stefan Emmerling startete Ahlen jedoch schwach in die Saison 2009/10, wobei Lartey am zweiten Spieltag eine Rot-Sperre erhielt und sich bald darauf zudem eine Innenbandverletzung im linken Knie zuzog, in deren Folge er fast die gesamte Hinrunde ausfiel. Während der Rückrunde wurde Lartey dann aber auch in Ahlen zum Stammspieler, die mittlerweile von Christian Hock betreute Mannschaft konnte den Abstieg zum Saisonende allerdings nicht mehr verhindern.

### Lartey bei Hansa Rostock
Lartey wechselte daraufhin im Sommer 2010 zum F.C. Hansa Rostock, der gemeinsam mit Ahlen aus der 2. Bundesliga in die 3. Liga abgestiegen war. Bei den Ostseestädtern unterschrieb Lartey abermals einen Ein-Jahres-Vertrag und traf zudem auf Peter Vollmann, der schon in Kiel sein Trainer gewesen war, sowie Michael Wiemann und Sebastian Pelzer, mit denen er bereits in Ahlen zusammengespielt hatte. Daraufhin entwickelte sich Lartey erneut zum Leistungsträger seines Teams, erzielte in der Spielzeit 2010/11 zehn Tore in 37 Einsätzen und erreichte mit Hansa schließlich den direkten Wiederaufstieg in die 2. Bundesliga. Zudem gewann Lartey mit Hansa den Landespokal Mecklenburg-Vorpommern, wozu er mit drei Toren in vier Einsätzen beigetragen hatte. Seinen zum Saisonende auslaufenden Vertrag hatte Lartey derweil schon im März 2011 um weitere zwei Jahre bis 2013 verlängert.
In der folgenden Zweitliga-Spielzeit 2011/12 konnte sich Lartey mit 14 Einsätzen während der ersten 14 Spieltage zunächst als Stammspieler in Rostocks Mittelfeld behaupten, obgleich der Verein mit Marek Mintál weitere Konkurrenz für seine Position verpflichtet hatte. Ab Ende November 2011 laborierte Lartey dann aber an einer Schambeinentzündung, aufgrund der er für mehrere Monate ausfiel. Im Februar 2012 unterzog sich Lartey deshalb einer Schambein-Operation, so dass er erst am 1. Mai 2012 zunächst eine Partie für die Rostocker Reservemannschaft in der Oberliga Nordost bestreiten und fünf Tage später am letzten Saisonspieltag auch wieder für die Profimannschaft auflaufen konnte. Der Wiederabstieg der mittlerweile von Wolfgang Wolf trainierten Mannschaft in die 3. Liga stand allerdings schon mit dem vorhergehenden Spieltag fest, wodurch Larteys Vertrag in Rostock seine Gültigkeit verlor. Er unterschrieb daraufhin einen neuen Ein-Jahres-Vertrag mit Hansa; bereits nach dem ersten Spieltag wurde ihm jedoch abermals eine Schambeinentzündung diagnostiziert, so dass er erneut einige Monate pausieren musste. Nachdem Lartey bis zum Ende der Saison, in der Hansa erst am vorletzten Spieltag den Klassenerhalt erreicht hatte, keinen weiteren Einsatz für Hansa bestritten konnte, verlängerte er seinen Vertrag nicht, um sich voll und ganz auf die Genesung zu konzentrieren.
Lartey kehrte in seine Geburtsstadt Düsseldorf zurück und schloss sich 2014 dem Amateurverein SFD 75 Düsseldorf an, für den er bis 2016 in der Kreisliga spielte.